# Apigenin
Apigenin ist ein hellgelber Pflanzenfarbstoff aus der Gruppe der Flavone. 

## Vorkommen
Apigenin kommt unter anderem im Sellerie (Apium), der Kamille, in essbaren Blumen wie Schmuckkörbchen (C. bipinnatus) und Dahlien, im Hennastrauch vor.

## Wirkung
Zwar hat Apigenin im Labor in einigen Zellkulturen von malignen Tumor-Zellen eine cytostatische Aktivität, indem es den Zellzyklus in der G2/M-Phase (mitotische Phase) stoppt, aber es gibt keine Studie zur Wirkung bei Tumoren außerhalb des Labors, es gibt keine Zulassung für die Behandlung von Krebs. Apigenin ist auch ein Inhibitor für die Östrogen-Synthetase des Menschen, auch hierfür gibt es aber keine klinische Studie und keine wissenschaftlich fundierte Therapieempfehlung. 
Apigenin zeigt im Tiermodell beruhigende und angstlösende Wirkung, da es mit dem Benzodiazepin-Rezeptor im Gehirn interagiert, jedoch fehlen ebenso klinische Studien zur Wirkung am Menschen.

## Verwandte Verbindungen
Das Glucosid des Apigenins ist Apiin.